# National Federation of Independent Business v. Sebelius
 National Federation of Independent Business v. Sebelius  war ein Gerichtsfall, der vor dem Obersten Gerichtshof der Vereinigten Staaten verhandelt wurde. Das Urteil hatte große politische Tragweite, weil der Gerichtshof die umstrittene Gesundheitsreform von Präsident Barack Obama von 2010 in ihren Grundzügen als verfassungsmäßig erachtete.

## Ausgangslage
Im März 2010 unterzeichnete Präsident Obama den Patient Protection and Affordable Care Act. Einige Organisationen (wie die National Federation of Independent Business), Teile der Republikanischen Partei und zahlreiche Bundesstaaten erhoben gegen die Gesundheitsreform Klage. Diese Klagen wurden unter dem Titel National Federation of Independent Business v. Sebelius vom Gerichtshof zusammenfassend beurteilt.

## Verfahren vor dem Supreme Court

### Anhörungen vom 26. bis 28. März 2012
Der Gerichtshof ordnete vom 26. bis 28. März 2012 an drei Tagen mündliche Anhörungen an mit einer Dauer von insgesamt sechs Stunden.

### Entscheid vom 28. Juni 2012
Das Gericht stellte fest, dass der Kongress aus der Commerce Clause der Verfassung zwar die Befugnis ableiten darf, den aktiven Handel zu regulieren. Dies schließe aber nicht die Kompetenz ein, Personen, die sich passiv verhielten, zu einem Tun zu verpflichten. Der Kongress könne deshalb nicht Bürger zum Abschluss einer Krankenversicherung verpflichten.
Hingegen war die Mehrheit der Verfassungsrichter der Ansicht, dass es sich bei der vorgesehenen Geldstrafe für (nicht befreite) Nichtversicherte um eine Steuer handle, die von der Besteuerungskompetenz des Bundes gedeckt sei.
Einzig in einem Punkt stellte das Gericht eine Verfassungswidrigkeit fest. Danach ist der Kongress nicht befugt, den Bundesstaaten die Finanzhilfen für die Krankenversicherung für Minderbemittelte und Menschen mit Behinderungen (Medicaid) zu entziehen, wenn sie Medicaid nicht auf weitere Bevölkerungskreise ausdehnen. Somit haben die Staaten die Option, die Ausweitung von Medicaid aus Kostengründen abzulehnen.

## Rezeption des Urteils
Das Urteil war insofern überraschend, weil der von Präsident George W. Bush ernannte und als konservativ geltende Chief Justice John Roberts sich der Meinung derjenigen Richter anschloss, die von demokratischen Präsidenten nominiert wurden. Es wird vermutet, dass er damit den Eindruck vermeiden wollte, der Supreme Court entscheide nicht mehr aufgrund des Verfassungsrechtes, sondern aufgrund einer politischen Agenda der von republikanischen Präsidenten benannten Richter.
In der Folge stellte sich heraus, dass die Aufgabe des Zwangs zur Erweiterung von Medicare erhebliche Folgen hat und diese unterschiedliche soziale Gruppen sehr unterschiedlich treffen. Sehr konservative US-Bundesstaaten verweigerten auch noch 2017 die Ausdehnung von Medicaid. Diese Staaten liegen weit überwiegend im Süden und die betroffenen Bürger sind massiv überproportional Afroamerikaner. Das Gericht hat in seiner Entscheidung diese Folgen und ihre verfassungsrechtlichen Implikationen nicht berücksichtigt, obwohl die Schriftsätze der Bundesregierung und mehrerer amicii curiae darauf hinwiesen.